# Primo ministro dell'Australia
Il primo ministro è il politico con il maggior potere nel Commonwealth dell'Australia.
Il primo ministro è il capo del governo del Commonwealth e, tranne che in casi eccezionali, è il leader del partito politico più forte della maggioranza parlamentare. La sua residenza ufficiale è il Lodge a Canberra.
Dal 23 maggio 2022 il Premier è Anthony Albanese, leader dei Partito Laburista Australiano.

## L'incarico
Il primo ministro è designato dal governatore generale in qualità di rappresentante del sovrano del Regno Unito, in base alla sezione 64 della Costituzione australiana che gli riconosce il potere di designare i Ministri dello Stato tra i membri della Camera dei rappresentanti (Camera bassa) o del Senato. Questi ministri sono membri del Consiglio esecutivo federale e costituiscono il gabinetto.
Il primo ministro è il reale leader del gabinetto, ma formalmente questi dovrà essere sempre un membro della Camera dei rappresentanti. Il premier, come tutti gli altri ministri, normalmente giura nelle mani del governatore generale e quando viene sconfitto in un'elezione, o si dimette rimette il mandato nelle mani della commissione e ritorna dal Governatore.
A dispetto dell'importanza del ruolo del primo ministro, la Costituzione australiana non menziona questa carica. Per i padri della costituzione la convenzione del sistema di Westminster era sufficientemente dettagliata da rendere superfluo menzionare l'ufficio del premier. In rare circostanze il governatore generale può designare una persona che non sia leader della maggioranza della Camera dei rappresentanti.
In seguito alla morte o alla dimissione del primo ministro, il Governatore generale designerà al suo posto la persona che ha più probabilità di ottenere la fiducia del parlamento, che nella maggior parte dei casi è il vice premier.
Durante la crisi costituzionale del 1975, ha suscitato molte polemiche la nomina di Malcolm Fraser, che era il leader dell'opposizione, a facente funzioni di Primo ministro al posto di Gough Whitlam.
Teoricamente il Governatore generale può revocare l'incarico al premier o a qualsiasi altro ministro, ma questo potere è limitato dalla convenzione.

## Poteri
La maggior parte dei poteri del primo ministro deriva dall'essere il capo del Gabinetto. Il Consiglio federale esecutivo ratifica ogni decisione del Gabinetto che supporta le deliberazioni del premier.
I poteri del governatore generale al termine della legislatura è quello di sciogliere o prorogare il Parlamento, di indire le elezioni, e di conferire incarichi previo consenso del primo ministro.
Il premier deve dimettersi se è rimosso dalla leadership del proprio partito o se viene sfiduciato dal Parlamento e deve ottenere la fiducia delle due camere del parlamento ma spesso si trova ad essere in minoranza al senato.

## Storia
L'ufficio del primo ministro esiste da quando è stato proclamato il Commonwealth. Edmund Barton nel 1901 è stato il primo premier federale d'Australia. Il mandato dura 3 anni.